# منتخب بابوا غينيا الجديدة للكريكت للسيدات
منتخب بابوا غينيا الجديدة للكريكت للسيدات هو ممثل بابوا غينيا الجديدة الرسمي في المنافسات الدولية في الكريكت للسيدات
.